# Großer Preis von Österreich 2020
Der Große Preis von Österreich 2020 (offiziell Formula 1 Rolex Großer Preis von Österreich 2020) fand am 5. Juli auf dem Red Bull Ring in Spielberg statt und war das erste Rennen der Formel-1-Weltmeisterschaft 2020.

## Bericht

### Hintergründe
Der Große Preis von Österreich sollte nach der ursprünglichen Planung das elfte von 22 Rennen der Saison sein. Nachdem der ursprüngliche Saisonauftakt in Australien aufgrund der COVID-19-Pandemie kurzfristig abgesagt wurde, wurden in der Folge auch viele weitere Rennen abgesagt oder verschoben. Der Große Preis von Österreich war bei der Bekanntgabe eines neuen Rennkalenders am 2. Juni 2020 das erste Rennen, dessen Austragung nicht abgesagt oder verschoben wurde.
Somit stellte der Große Preis von Österreich den spätesten Saisonauftakt in der Geschichte der Formel-1-Weltmeisterschaft bzw. Automobil-Weltmeisterschaft dar. Der bis dahin späteste Auftakt einer Saison fand 1951 statt, als am 27. Mai der Große Preis der Schweiz ausgetragen wurde.
Da die Organisatoren aufgrund von Einreisebeschränkungen in andere Länder Beeinträchtigungen erwarteten, wurde als zweites Saisonrennen der Große Preis der Steiermark in den Rennkalender aufgenommen. Dieses Rennen fand eine Woche nach dem Großen Preis von Österreich statt, Austragungsort war ebenfalls der Red Bull Ring. Damit fanden zum ersten Mal in der Geschichte der Rennserie innerhalb einer Saison zwei Rennen auf derselben Rennstrecke statt.
Aufgrund der COVID-19-Pandemie fand der Große Preis von Österreich unter strikten Sicherheits- und Hygieneregeln statt. So waren keine Zuschauer zugelassen, außerdem musste jede Person, die sich im Fahrerlager aufhielt, spätestens alle fünf Tage auf das Virus SARS-CoV-2 getestet werden.
Beim Großen Preis von Österreich stellte Pirelli den Fahrern die Reifenmischungen P Zero Hard (weiß, Mischung C2), P Zero Medium (gelb, C3) und P Zero Soft (rot, C4) sowie für Nässe Cinturato Intermediates (grün) und Cinturato Full-Wets (blau) zur Verfügung. Pirelli stellte dabei aus logistischen Gründen allen Fahrern die gleiche Anzahl an Reifensätzen in den jeweiligen Härtegraden zur Verfügung; die Abgabe unterschiedlicher Bestellungen war nicht möglich. Jeder Fahrer erhielt somit acht Sätze der Soft-, drei Sätze der Medium- und zwei Sätze der Hard-Mischung.
Nicholas Latifi (Williams) debütierte bei diesem Grand Prix in der Formel-1-Weltmeisterschaft. Esteban Ocon kehrte als Stammfahrer in die Meisterschaft zurück und bestritt sein erstes Rennen für Renault.
Als amtierender Weltmeister ging Lewis Hamilton in die Saison.
Mit Max Verstappen (zweimal), Hamilton und Valtteri Bottas (jeweils einmal) traten drei ehemalige Sieger zu diesem Grand Prix an.
Als Rennkommissare für dieses Rennwochenende fungierten Gerd Ennser (DEU), Felix Holter (DEU), Vitantonio Liuzzi (ITA) und Walter Jobst (AUT).

### Training
Im ersten freien Training fuhr Hamilton mit einer Rundenzeit von 1:04,816 Minuten die Bestzeit vor Bottas und Verstappen.
Hamilton fuhr auch im zweiten freien Training in 1:04,304 Minuten die schnellste Rundenzeit vor Bottas und Sergio Pérez.
Nach dem zweiten freien Training legte Red Bull Racing offiziell Protest gegen Mercedes ein, da Bottas und Hamilton während des Trainings das Dual-Axis Steering verwendet hatten. Der Protest bezog sich darauf, dass es sich um ein bewegliches aerodynamisches Teil handele, was per Reglement verboten sei. Außerdem handele es sich um einen Teil der Radaufhängung, die ebenfalls laut Reglement während der Fahrt nicht verändert werden dürfe. Der Protest wurde abgewiesen, die Rennkommissare sahen das Dual-Axis Steering sowohl physisch als auch funktional als zulässiges Teil der Lenkung an. Obwohl es sich nicht um ein konventionelles Lenkungssystem handele, könne es dennoch nicht als Teil der Radaufhängung angesehen werden.
Im dritten freien Training war Hamilton mit einer Rundenzeit von 1:04,129 Minuten erneut Schnellster vor Bottas und Verstappen. Das Training wurde nach einem Unfall von Latifi für einige Minuten unterbrochen.

### Qualifying
Das Qualifying bestand aus drei Teilen mit einer Nettolaufzeit von 45 Minuten. Im ersten Qualifying-Segment (Q1) hatten die Fahrer 18 Minuten Zeit, um sich für das Rennen zu qualifizieren. Alle Fahrer, die im ersten Abschnitt eine Zeit erzielten, die maximal 107 Prozent der schnellsten Rundenzeit betrug, qualifizierten sich für den Grand Prix. Die besten 15 Fahrer erreichten den nächsten Teil. Verstappen war Schnellster. Die Williams- und Alfa-Romeo-Piloten sowie Kevin Magnussen schieden aus.
Der zweite Abschnitt (Q2) dauerte 15 Minuten. Die schnellsten zehn Piloten qualifizierten sich für den dritten Teil des Qualifyings und mussten mit den hier verwendeten Reifen das Rennen starten, alle anderen hatten freie Reifenwahl für den Rennstart. Verstappen erzielte seine schnellste Rundenzeit auf der Medium-Mischung, die übrigen Piloten auf der Soft-Mischung. Bottas war Schnellster. Romain Grosjean, Ocon, die AlphaTauri-Piloten und Sebastian Vettel schieden aus.
Der finale Abschnitt (Q3) ging über eine Zeit von zwölf Minuten, in denen die ersten zehn Startpositionen vergeben wurden. Bottas fuhr mit einer Rundenzeit von 1:02,939 Minuten die Bestzeit vor Hamilton und Verstappen. Es war die zwölfte Pole-Position für Bottas in der Formel-1-Weltmeisterschaft und die schnellste jemals auf dieser Rennstrecke erzielte Rundenzeit.
Hamilton wurde wegen des Missachtens gelber Flaggen um drei Startplätze nach hinten versetzt.

### Rennen
Vor dem Rennen trugen die Fahrer in der Boxengasse ein T-Shirt, das zum Kampf gegen Rassismus aufforderte. Manche knieten sogar auf der Strecke.
Beim Start blieb Bottas in Führung, während Verstappen sich gegen Lando Norris und Alexander Albon verteidigen musste. Dann folgten Hamilton, Pérez, Charles Leclerc, Carlos Sainz jr. und Lance Stroll. In der dritten Runde ging Albon an Norris vorbei, der kurz darauf ebenfalls von Hamilton überholt wurde.
Hamilton überholte in der achten Runde auch Albon und platzierte sich hinter Verstappen. Der Niederländer musste bald aufgeben: In der zehnten Runde hatte sein Red Bull Racing Getriebeprobleme. Verstappen fuhr an die Box, wechselte Lenkrad und Reifen, konnte aber nicht wieder starten. Hamilton kletterte auf den zweiten Platz, 7 Sekunden hinter seinem Teamkollegen Bottas.
In Runde 15 gab Stroll bekannt, dass er Probleme mit der Antriebseinheit habe, die ihn in den folgenden Runden dazu zwingen würden, mehrere Positionen aufzugeben. Zwei Runden später hatte auch Daniel Ricciardos Renault technische Probleme: Der Australier, der in den Punkterängen lag, musste aufgeben. Auch Stroll schied in der 20. Runde aus. In derselben Runde kam Grosjean nach einem Dreher von der Strecke ab, der Franzose konnte jedoch an die Box fahren und die Reifen wechseln.
In Runde 25 griff Ocon Magnussen in der zweiten Kurve an: Der Däne erlitt hierbei ein Bremsproblem, kam auf die Auslaufzone und musste das Rennen beenden. Die Rennleitung schickte das Safety-Car auf die Strecke. Fast alle im Rennen verbliebenen Fahrer gingen an die Box um harte Reifen aufzuziehen, mit Ausnahme von Pérez, der sich für mittlere Reifen entschied. Nach fünf Runden ging der Grand Prix weiter: Bottas behielt die Führung, während Hamilton hinter ihm blieb. Dann folgten Albon, Norris, Pérez, Leclerc, Sainz jr., Vettel, Pierre Gasly und Daniil Kwjat. Sainz jr. versuchte Leclerc anzugreifen, aber ohne Erfolg. Vettel versuchte den Kampf auszunutzen, rammte aber das Auto des Spaniers, drehte sich und verlor mehrere Positionen.
In den folgenden Runden entbrannte der Kampf zwischen den beiden Mercedes, wobei sich Bottas und Hamilton abwechselten und mehrere schnelle Runden fuhren, obwohl die Boxenmauer des englisch-deutschen Teams ihre Besorgnis über den Zustand beider Autos zum Ausdruck brachte und die Fahrer aufforderte, die Bordsteine zu meiden. In Runde 33 überholte Pérez Norris.
In der 50. Runde schieden sowohl Grosjean (nachdem er von der Strecke abgekommen war) als auch George Russell (wegen Motorproblemen) aus. Das Safety-Car wurde wieder auf die Strecke geschickt, um den Sportkommissaren die Bergung von Russells Auto zu ermöglichen. Albon, Norris und Leclerc fuhren direkt an die Box. Albon verwendete weiche Reifen, während Norris und Leclerc mittlere Reifen wählen. In der folgenden Runde stoppte auch Sainz jr., um auf mittlere Reifenmischungen zu wechseln.
Das Rennen startete erneut mit dem Mercedes-Duo Bottas-Hamilton an der Spitze, gefolgt von Albon, Pérez, Norris, Leclerc und Gasly. Beim Restart griff Albon Pérez an, während Kimi Räikkönens Alfa Romeo Racing der rechte Vorderreifen abrutschte: Der Reifen landete folgenlos in einem Fluchtweg. Das Safety-Car wurde noch allerdings noch ein drittes Mal auf die Strecke zurückgebracht. Um den vom Auto des Finnen hinterlassenen Trümmern auszuweichen, fuhren die Fahrer durch die Boxengasse.
Beim Restart griff Albon Hamilton an, doch die beiden Autos kollidierten, wobei Albon von der Strecke abkam und mehrere Positionen verlor, das Rennen aber fortsetzen konnte. Bottas führte mit über einer Sekunde Vorsprung auf Hamilton, während Pérez 2,8 Sekunden dahinter lag, gefolgt von Norris mit 3,2 Sekunden und Leclerc mit 4 Sekunden Rückstand. Der Monegasse überholte Norris in Runde 64 und zwei Runden später auch Pérez.
Die Rennleitung bestrafte Hamilton mit einer Strafe von fünf Sekunden und machte ihn für den Kontakt mit Albon verantwortlich, der inzwischen wegen eines Problems mit der Elektrik endgültig anhalten musste. Die gleiche Strafe erhielt auch Pérez wegen Geschwindigkeitsüberschreitung in der Boxengasse. Der Racing-Point-Fahrer hatte Probleme mit seinen Reifen, da er nur einen Boxenstopp eingelegt hatte, sodass er in der 69. Runde von Norris überholt wurde. In Runde 70 gab der linke Hinterreifen am AlphaTauri von Kwjat nach, der daraufhin von der Strecke abkam.
Bottas gewann schließlich das Rennen vor Leclerc und Norris. Es war der achte Sieg für Bottas in der Formel-1-Weltmeisterschaft. Norris erzielte seine erste Podestplatzierung. Die restlichen Punkteplatzierungen belegten Hamilton, Sainz jr., Pérez, Gasly, Ocon, Antonio Giovinazzi und Vettel. Da Norris die schnellste Rennrunde erzielte und das Rennen unter den ersten Zehn beendete, erhielt er einen zusätzlichen Punkt.
In der Fahrerwertung war die Reihenfolge mit dem Rennergebnis identisch. In der Konstrukteurswertung führte Mercedes vor McLaren und Ferrari.

## Meldeliste
| Team                          | Nr. | Fahrer             | Chassis                            | Motor                              | Reifen |
| ----------------------------- | --- | ------------------ | ---------------------------------- | ---------------------------------- | ------ |
| Mercedes-AMG Petronas F1 Team | 44  | Lewis Hamilton     | Mercedes-AMG F1 W11 EQ Performance | Mercedes-AMG F1 M11 EQ Performance | P      |
| Mercedes-AMG Petronas F1 Team | 77  | Valtteri Bottas    | Mercedes-AMG F1 W11 EQ Performance | Mercedes-AMG F1 M11 EQ Performance | P      |
| Scuderia Ferrari              | 05  | Sebastian Vettel   | Ferrari SF1000                     | Ferrari 065                        | P      |
| Scuderia Ferrari              | 16  | Charles Leclerc    | Ferrari SF1000                     | Ferrari 065                        | P      |
| Aston Martin Red Bull Racing  | 33  | Max Verstappen     | Red Bull Racing RB16               | Honda RA620H                       | P      |
| Aston Martin Red Bull Racing  | 23  | Alexander Albon    | Red Bull Racing RB16               | Honda RA620H                       | P      |
| McLaren F1 Team               | 04  | Lando Norris       | McLaren MCL35                      | Renault E-Tech 20                  | P      |
| McLaren F1 Team               | 55  | Carlos Sainz jr.   | McLaren MCL35                      | Renault E-Tech 20                  | P      |
| Renault DP World F1 Team      | 03  | Daniel Ricciardo   | Renault R.S.20                     | Renault E-Tech 20                  | P      |
| Renault DP World F1 Team      | 31  | Esteban Ocon       | Renault R.S.20                     | Renault E-Tech 20                  | P      |
| Scuderia AlphaTauri Honda     | 10  | Pierre Gasly       | AlphaTauri AT01                    | Honda RA620H                       | P      |
| Scuderia AlphaTauri Honda     | 26  | Daniil Kwjat       | AlphaTauri AT01                    | Honda RA620H                       | P      |
| BWT Racing Point F1 Team      | 11  | Sergio Pérez       | Racing Point RP20                  | BWT Mercedes                       | P      |
| BWT Racing Point F1 Team      | 18  | Lance Stroll       | Racing Point RP20                  | BWT Mercedes                       | P      |
| Alfa Romeo Racing Orlen       | 07  | Kimi Räikkönen     | Alfa Romeo Racing C39              | Ferrari 065                        | P      |
| Alfa Romeo Racing Orlen       | 99  | Antonio Giovinazzi | Alfa Romeo Racing C39              | Ferrari 065                        | P      |
| Haas F1 Team                  | 08  | Romain Grosjean    | Haas VF-20                         | Ferrari 065                        | P      |
| Haas F1 Team                  | 20  | Kevin Magnussen    | Haas VF-20                         | Ferrari 065                        | P      |
| Williams Racing               | 63  | George Russell     | Williams FW43                      | Mercedes-AMG F1 M11 EQ Performance | P      |
| Williams Racing               | 06  | Nicholas Latifi    | Williams FW43                      | Mercedes-AMG F1 M11 EQ Performance | P      |

## Klassifikationen

### Qualifying
| Pos.                                                                      | Fahrer             | Konstrukteur              | Q1       | Q2       | Q3       | Start |
| ------------------------------------------------------------------------- | ------------------ | ------------------------- | -------- | -------- | -------- | ----- |
| 01                                                                        | Valtteri Bottas    | Mercedes                  | 1:04,111 | 1:03,015 | 1:02,939 | 01    |
| 02                                                                        | Lewis Hamilton     | Mercedes                  | 1:04,198 | 1:03,096 | 1:02,951 | 05    |
| 03                                                                        | Max Verstappen     | Red Bull Racing-Honda     | 1:04,024 | 1:04,000 | 1:03,477 | 02    |
| 04                                                                        | Lando Norris       | McLaren-Renault           | 1:04,606 | 1:03,819 | 1:03,626 | 03    |
| 05                                                                        | Alexander Albon    | Red Bull Racing-Honda     | 1:04,661 | 1:03,746 | 1:03,868 | 04    |
| 06                                                                        | Sergio Pérez       | Racing Point-BWT Mercedes | 1:04,543 | 1:03,860 | 1:03,868 | 06    |
| 07                                                                        | Charles Leclerc    | Ferrari                   | 1:04,500 | 1:04,041 | 1:03,923 | 07    |
| 08                                                                        | Carlos Sainz jr.   | McLaren-Renault           | 1:04,537 | 1:03,971 | 1:03,971 | 08    |
| 09                                                                        | Lance Stroll       | Racing Point-BWT Mercedes | 1:04,309 | 1:03,955 | 1:04,029 | 09    |
| 10                                                                        | Daniel Ricciardo   | Renault                   | 1:04,556 | 1:04,023 | 1:04,239 | 10    |
| 11                                                                        | Sebastian Vettel   | Ferrari                   | 1:04,554 | 1:04,206 | –        | 11    |
| 12                                                                        | Pierre Gasly       | AlphaTauri-Honda          | 1:04,603 | 1:04,305 | –        | 12    |
| 13                                                                        | Daniil Kwjat       | AlphaTauri-Honda          | 1:05,031 | 1:04,431 | –        | 13    |
| 14                                                                        | Esteban Ocon       | Renault                   | 1:04,933 | 1:04,643 | –        | 14    |
| 15                                                                        | Romain Grosjean    | Haas-Ferrari              | 1:05,094 | 1:04,691 | –        | 15    |
| 16                                                                        | Kevin Magnussen    | Haas-Ferrari              | 1:05,164 | –        | –        | 16    |
| 17                                                                        | George Russell     | Williams-Mercedes         | 1:05,167 | –        | –        | 17    |
| 18                                                                        | Antonio Giovinazzi | Alfa Romeo Racing-Ferrari | 1:05,175 | –        | –        | 18    |
| 19                                                                        | Kimi Räikkönen     | Alfa Romeo Racing-Ferrari | 1:05,224 | –        | –        | 19    |
| 20                                                                        | Nicholas Latifi    | Williams-Mercedes         | 1:05,757 | –        | –        | 20    |
| 107-Prozent-Zeit: 1:08,505 min (bezogen auf Q1-Bestzeit von 1:04,024 min) |                    |                           |          |          |          |       |

Anmerkungen:
1. ↑  Hamilton wurde wegen des Missachtens gelber Flaggen um drei Startplätze nach hinten versetzt.

### Rennen
| Pos. | Fahrer             | Konstrukteur              | Runden | Stopps | Zeit        | Start | Schnellste Runde |
| ---- | ------------------ | ------------------------- | ------ | ------ | ----------- | ----- | ---------------- |
| 01   | Valtteri Bottas    | Mercedes                  | 71     | 2      | 1:30:55,739 | 01    | 1:07,657 (68.)   |
| 02   | Charles Leclerc    | Ferrari                   | 71     | 3      | + 2,700     | 07    | 1:07,901 (64.)   |
| 03   | Lando Norris       | McLaren-Renault           | 71     | 3      | + 5,491     | 03    | 1:07,475 (71.)   |
| 04   | Lewis Hamilton     | Mercedes                  | 71     | 2      | + 5,689     | 05    | 1:07,712 (67.)   |
| 05   | Carlos Sainz jr.   | McLaren-Renault           | 71     | 3      | + 8,903     | 08    | 1:07,974 (63.)   |
| 06   | Sergio Pérez       | Racing Point-BWT Mercedes | 71     | 2      | + 15,092    | 06    | 1:08,305 (63.)   |
| 07   | Pierre Gasly       | AlphaTauri-Honda          | 71     | 2      | + 16,682    | 12    | 1:09,025 (64.)   |
| 08   | Esteban Ocon       | Renault                   | 71     | 2      | + 17,456    | 14    | 1:08,932 (64.)   |
| 09   | Antonio Giovinazzi | Alfa Romeo Racing-Ferrari | 71     | 3      | + 21,146    | 18    | 1:08,796 (70.)   |
| 10   | Sebastian Vettel   | Ferrari                   | 71     | 3      | + 24,545    | 11    | 1:08,623 (71.)   |
| 11   | Nicholas Latifi    | Williams-Mercedes         | 71     | 3      | + 31,650    | 20    | 1:09,662 (63.)   |
| 12   | Daniil Kwjat       | AlphaTauri-Honda          | 67     | 3      | DNF         | 13    | 1:09,135 (50.)   |
| 13   | Alexander Albon    | Red Bull Racing-Honda     | 67     | 3      | DNF         | 04    | 1:08,432 (50.)   |
| –    | Kimi Räikkönen     | Alfa Romeo Racing-Ferrari | 53     | 2      | DNF         | 19    | 1:09,031 (48.)   |
| –    | George Russell     | Williams-Mercedes         | 49     | 1      | DNF         | 17    | 1:09,317 (49.)   |
| –    | Romain Grosjean    | Haas-Ferrari              | 49     | 1      | DNF         | 15    | 1:10,228 (46.)   |
| –    | Kevin Magnussen    | Haas-Ferrari              | 24     | 0      | DNF         | 16    | 1:10,720 (23.)   |
| –    | Lance Stroll       | Racing Point-BWT Mercedes | 20     | 0      | DNF         | 09    | 1:10,326 (04.)   |
| –    | Daniel Ricciardo   | Renault                   | 17     | 0      | DNF         | 10    | 1:10,610 (08.)   |
| –    | Max Verstappen     | Red Bull Racing-Honda     | 11     | 0      | DNF         | 02    | 1:09,351 (05.)   |

Anmerkungen:
1. ↑  Hamilton erhielt eine Zeitstrafe von fünf Sekunden für das Verursachen einer Kollision.
2. ↑  Pérez erhielt eine Zeitstrafe von fünf Sekunden, weil er in der Boxengasse zu schnell gefahren war.

## WM-Stände nach dem Rennen
Die ersten zehn des Rennens bekamen 25, 18, 15, 12, 10, 8, 6, 4, 2 bzw. 1 Punkt(e). Zusätzlich gab es einen Punkt für die schnellste Rennrunde, da der Fahrer unter den ersten zehn landete.

### Fahrerwertung
| Pos. | Fahrer             | Konstrukteur              | Punkte |
| ---- | ------------------ | ------------------------- | ------ |
| 01   | Valtteri Bottas    | Mercedes                  | 25     |
| 02   | Charles Leclerc    | Ferrari                   | 18     |
| 03   | Lando Norris       | McLaren-Renault           | 16     |
| 04   | Lewis Hamilton     | Mercedes                  | 12     |
| 05   | Carlos Sainz jr.   | McLaren-Renault           | 10     |
| 06   | Sergio Pérez       | Racing Point-BWT Mercedes | 8      |
| 07   | Pierre Gasly       | AlphaTauri-Honda          | 6      |
| 08   | Esteban Ocon       | Renault                   | 4      |
| 09   | Antonio Giovinazzi | Alfa Romeo Racing-Ferrari | 2      |
| 10   | Sebastian Vettel   | Ferrari                   | 1      |

| Pos. | Fahrer           | Konstrukteur              | Punkte |
| ---- | ---------------- | ------------------------- | ------ |
| 11   | Nicholas Latifi  | Williams-Mercedes         | 0      |
| 12   | Daniil Kwjat     | AlphaTauri-Honda          | 0      |
| 13   | Alexander Albon  | Red Bull Racing-Honda     | 0      |
| –    | Kimi Räikkönen   | Alfa Romeo Racing-Ferrari | 0      |
| –    | George Russell   | Williams-Mercedes         | 0      |
| –    | Romain Grosjean  | Haas-Ferrari              | 0      |
| –    | Kevin Magnussen  | Haas-Ferrari              | 0      |
| –    | Lance Stroll     | Racing Point-BWT Mercedes | 0      |
| –    | Daniel Ricciardo | Renault                   | 0      |
| –    | Max Verstappen   | Red Bull Racing-Honda     | 0      |

### Konstrukteurswertung
| Pos. | Konstrukteur              | Punkte |
| ---- | ------------------------- | ------ |
| 1    | Mercedes                  | 37     |
| 2    | McLaren-Renault           | 26     |
| 3    | Ferrari                   | 19     |
| 4    | Racing Point-BWT Mercedes | 8      |
| 5    | AlphaTauri-Honda          | 6      |

| Pos. | Konstrukteur              | Punkte |
| ---- | ------------------------- | ------ |
| 06   | Renault                   | 4      |
| 07   | Alfa Romeo Racing-Ferrari | 2      |
| 08   | Williams-Mercedes         | 0      |
| 09   | Red Bull Racing-Honda     | 0      |
| –    | Haas-Ferrari              | 0      |